# Crims al Bàltic: El llarg comiat
Crims al Bàltic: El llarg comiat (títol original en alemany, Der Usedom-Krimi: Der lange Abschied) és una telefilm alemany de la saga de pel·lícules de ficció criminal Crims al Bàltic. Va ser produït per Polyphon Film- und Fernsehgesellschaft per a Das Erste en nom d'ARD Degeto i NDR. Es tracta de la setzena entrega de la sèrie de pel·lícules i es va emetre per televisió el 18 de novembre de 2021. S'ha doblat al català per TV3, que es va estrenar el 2 de març de 2025.
La pel·lícula es va rodar del 9 de febrer al 29 de març de 2021 a l'illa d'Usedom al mar Bàltic, a Brandenburg i Berlín.
La primera emissió el 2021 va ser vista per 5,7 milions d'espectadors a Alemanya i va aconseguir una quota d'audiència del 19,6% al canal Das Erste.